# FINA Water Polo World Cup 1985
La Coppa del Mondo maschile di pallanuoto 1985 è stata la 4ª edizione della manifestazione che veniva organizzata ogni due anni dalla FINA fino al 1999, per poi passare a cadenza quadriennale a partire dal 2002.
Le otto squadre invitate, ovvero le prime otto dei Giochi Olimpici 1984, erano incluse in un unico grande girone in cui ciascuna affrontava tutte le altre una sola volta, per un totale di 7 partite per ogni squadra. Le partite si disputarono a Duisburg (Germania Ovest).

## Squadre partecipanti
Le squadre sono elencate secondo l'ordine di classifica delle Olimpiadi 1984.
- Jugoslavia
- Stati Uniti
- Germania Ovest
- Spagna
- Australia
- Paesi Bassi
- Italia
- Grecia

## Classifica
|    | Squadra        | Punti | G | V | N | P | GF | GS | DR  |
| -- | -------------- | ----- | - | - | - | - | -- | -- | --- |
| 1. | Germania Ovest | 13    | 7 | 6 | 1 | 0 | 57 | 40 | +17 |
| 2. | Stati Uniti    | 10    | 7 | 4 | 2 | 1 | 57 | 47 | +10 |
| 3. | Spagna         | 9     | 7 | 4 | 1 | 2 | 58 | 48 | +10 |
| 4. | Jugoslavia     | 8     | 7 | 3 | 2 | 2 | 54 | 49 | +5  |
| 5. | Italia         | 8     | 7 | 4 | 0 | 3 | 51 | 50 | +1  |
| 6. | Paesi Bassi    | 4     | 7 | 1 | 2 | 4 | 52 | 61 | –9  |
| 7. | Australia      | 3     | 7 | 1 | 1 | 5 | 39 | 49 | –10 |
| 8. | Grecia         | 1     | 7 | 0 | 1 | 6 | 47 | 71 | –24 |

## Risultati
|                | Germania Ovest (bandiera) | Stati Uniti (bandiera) | Spagna (bandiera) | Jugoslavia (bandiera) | Italia (bandiera) | Paesi Bassi (bandiera) | Australia (bandiera) | Grecia (bandiera) |
| -------------- | ------------------------- | ---------------------- | ----------------- | --------------------- | ----------------- | ---------------------- | -------------------- | ----------------- |
| Germania Ovest |                           | 8 – 8                  | 5 – 4             | 7 – 6                 | 10 – 3            | 10 – 8                 | 5 – 4                | 12 – 7            |
| Stati Uniti    | 8 – 8                     |                        | 8 – 9             | 7 – 7                 | 9 – 7             | 8 – 5                  | 8 – 7                | 9 – 4             |
| Spagna         | 4 – 5                     | 9 – 8                  |                   | 11 – 10               | 6 – 7             | 7 – 7                  | 10 – 6               | 11 – 5            |
| Jugoslavia     | 6 – 7                     | 7 – 7                  | 10 – 11           |                       | 10 – 7            | 7 – 7                  | 6 – 3                | 8 – 7             |
| Italia         | 3 – 10                    | 7 – 9                  | 7 – 6             | 7 – 10                |                   | 10 – 7                 | 6 – 3                | 11 – 5            |
| Paesi Bassi    | 8 – 10                    | 5 – 8                  | 7 – 7             | 7 – 7                 | 7 – 10            |                        | 6 – 8                | 12 – 11           |
| Australia      | 4 – 5                     | 7 – 8                  | 6 – 10            | 3 – 6                 | 3 – 6             | 8 – 6                  |                      | 8 – 8             |
| Grecia         | 7 – 12                    | 4 – 9                  | 5 – 11            | 7 – 8                 | 5 – 11            | 11 – 12                | 8 – 8                |                   |